# Smārde
Smārde (historiskt tyskt namn: Schmarden) är en kommunhuvudort i Lettland.   Den ligger i kommunen Engures Novads, i den västra delen av landet, 50 km väster om huvudstaden Riga. Smārde ligger 21 meter över havet och antalet invånare är 734.
Terrängen runt Smārde är platt, och sluttar österut. Runt Smārde är det glesbefolkat, med 13 invånare per kvadratkilometer. Närmaste större samhälle är Tukums, 11,1 km väster om Smārde. I omgivningarna runt Smārde växer i huvudsak blandskog.